# Port lotniczy Manda
Port lotniczy Manda (IATA: LAU, ICAO: HKLU) – port lotniczy położony na wyspie Manda, w archipelagu Lamu, w Kenii.

## Kierunki lotów i linie lotnicze
| Linia Lotnicza      | Kierunek                     |
| ------------------- | ---------------------------- |
| Fly540              | 1. Malindi 2. Nairobi        |
| Fly-SAX             | 1. Malindi 2. Nairobi-Wilson |
| Jambojet            | 1. Nairobi                   |
| Mombasa Air Safari  | 1. Malindi 2. Mombasa        |
| Safarilink Aviation | 1. Kiwayu 2. Nairobi-Wilson  |
| Skyward Express     | 1. Mombasa 2. Nairobi-Wilson |